# Protium guianense
Espèce
Synonymes
Selon Tropicos (23 août 2024)
- Amyris guianensis (Aubl.) Willd.
- Icica guianensis Aubl. - Basionyme
- Icica viridiflora Lam.
- Protium heptaphyllum var. puberulum Engl.
- Protium hostmannii (Miq.) Engl.
- Tingulonga guianensis (Aubl.) Kuntze

Selon GBIF (23 août 2024)
- Amyris ambrosiaca Spreng.
- Amyris ambrosiaca Willd.
- Amyris guyanensis (Aubl.) Willd.
- Bursera guianensis (Aubl.) Baill.
- Elaphrium guianense (Aubl.) Spreng.
- Elaphrium guianense (Aubl.) Spreng. ex D.Dietr., 1840
- Icica guianensis Aubl. - Basionyme
- Icica heptaphylla Griseb.
- Icica hostmannii Miq.
- Icica viridiflora Lam.
- Protium ambrosiacum (Willd.) Druce
- Protium heptaphyllum var. puberulum Engl.
- Protium hostmannii (Miq.) Engl.
- Tingulonga guianensis (Aubl.) Kuntze
- Tingulonga hostmannii (Miq.) Kuntze

Protium guianense est une espèce d'arbre de la famille des Burseraceae.
Il est connu en Guyane sous le nom de Bois encens, Haiawa (Arawak), au Suriname comme Aluwáu (Saramaka), et au Venezuela sous les noms de Chipoyek (Arekuna), Tacamajaca, Tacamajaco, Yurimara.

## Description
Protium guianense est un arbre atteignant (3)6-8(10-20) m.
Les feuilles sont 3-5-foliées, rarement simples ou 7-foliées.
L'inflorescence est un panicules subglobuleux, long de 1-2 cm, avec de nombreuses fleurs.
Les pédicelles sont longs 0,1-0,2 cm. 
Le fruit est une drupe généralement obliquement transversalement ovoïde (avec 1 pyrène), ou subglobuleuse et 2-4-lobée, mesurant 1,3-1,8 x 1,4 cm, jaunâtre, apex aigu avec aiguillon.
Le mésocarpe est blanc à rougeâtre, contenant 1-4 pyrènes,.

En 1952, Lemée en propose la description suivante de Protium heptaphyllum :

« P., guianense March. (lcica g. Aubl.). Petit arbre ; feuilles à pétiole de 0,03-0,04, 1-2 paires (parfois 3) de folioles de 0,06.0,09 (0,15) sur 0,02-0,06 (rarement une foliole), oblongues-lancéolées ou -elliptiques à acumen obtus, chartacées ou subcoriaces lisses, la terminale plus grande, 10-14 paires de nervures secondaires, les primaires saillantes ; inflorescences gloméruliformes multiflores, bractées, bractéoles et calice plus ou moins pubérulents, fleurs 4(-5)-mères d'un vert pâle ou blanches, pistil glabre (très réduit dans les fleurs mâ1es) globuleux à 4 lobes et 4 loges, stigmate sessile 4-lobé ; drupe de 7-13 mm. ovale, glabre lisse à, un seul noyau ou à 2-4. - Cayenne, Maroni. »

— Albert Lemée, 19523.

## Répartition
Protium guianense est présent du Costa Rica au Brésil, en passant par le Panama, le Venezuela, le Guyana, le Suriname, la Guyane, l'Équateur, et la Bolivie.

## Écologie
Cet arbre peu commun pousse dans les forêts pluviales et les savanes, en particulier le long des rivières sur sable des Guyanes, et au Venezuela dans les forêts de plaine à montagnardes à feuilles persistantes, à 100-1 300 m d'altitude.
Ses phytolithes ont été décrits, ainsi que son pollen.
La densité de son bois est de 0,7.

## Usages
Au Suriname, l'écorce et les feuilles de Protium guianense sont employées dans des préparations magiques pour la chasse, son bois pour la construction, son exsudat comme une bougie, et pour le traitement des douleurs abdominales et le renforcement. 

## Protologue
En 1775, le botaniste Aublet propose le protologue suivant : 

« 1. ICICA (Guianenſis) floribus ceſpitoſis, ſupra & ad axillas foliorum. (Tabula 131.)
Arbor trunco quindecim - pedali, ad extremitatem ramoſopinnata ; ramis hinc & indè ſparſis ; ramulis folioſis & floriferis. Folia impari-pinnata : foliolis oppoſitis, binis, utrinquè coſtæ adnexis, ovatis, acuminatis, glabris, integerrimis, ſubſeſſilibus. Flores congeſti ſuprà & ad axillas foliorum, lingulis brevi pedunculo ſuffultis ad baſim ſquamula munito. Calix : perianthium quadripartitum, denticulis ſubrotundis , acutis. Corolla : petala quatuor, ſubviridia. Stamina : filamenta octo. Piſtillum : germen ſubrotundum. Stylus breviſſimus. Stigma quadriſulcatum. Pericarpium : capſula ovata, acuta, bi, tri aut quadri-locularis, pulpa. rubra obvoluta.
E cortice ſtillat ſuccus reſinoſus, aromaticus.
Florebat, fructumque ferebat Octobri.
Habitat in ſylvis Guianæ, & ad littora maris.
Nomen arboris Gallicum BOIS D'ENCENS. 

L'ICIQUIER de la Guiane. (Tabula 131.)
Le tronc de cet arbre s'élève à quinze ou dix-huit pieds, ſur un pied & plus de diamètre ; ſon écorce eſt gerſée, ridée & rouſſâtre, ſon bois eſt blanchâtre & léger. Il pouſſe à ſon ſommet des branches qui ſe répandent en tous ſens ; elles ſont chargées de rameaux garnis de feuilles alternes, ailées, à deux rangs de folioles oppoſées, terminées par une impaire Le nombre des folioles eſt de cinq ; deux ſur chaque rang, portées ſur une côte grêle ; ces folioles ſont vertes, liſſes, entières, ovales, terminées par une pointe mouſſe ; les plus grandes ont trois pouces & demi de longueur, ſur un & demi de largeur. 
Les fleurs naiſſent pluſieurs, ramaſſées enſemble ſur de petits pédoncules grêles & garnis d'une écaille a leur baſe ; elles ſont placées à l'aiſſelle des feuilles & ſur le rameau. 
Le calice eſt d'une pièce à quatre dentelures. La corolle eſt à quatre pétales verts, aigus, attachés à l'oppoſé des dentelures autour d'un disque qui couvre le fond du calice. 
Les étamines ſont au nombre de huit, rangées autour du diſque, au deſſus de l'inſertion des pétales ; leur filet eſt grêle ; l'anthère eſt longue, à deux bourſes ſéparées par un ſillon. 
Le piſtil eſt un ovaire arrondi, emboëté au centre du diſque ; il eſt ſurmonté d'un style court, vert, charnu, terminé par un stigmate applati, marqué de quatre ſillons. 
L'ovaire devient une capsule jaunâtre, coriace, qui s'ouvre en deux, trois & quatre valves, ſous leſquelles on trouvé une ſubſtance ſucculente, rouge, qui ſe ſéparé en deux, trois ou quatre quartiers, dans chacun deſquels eſt renferme un osselet jaunâtre. Ce fruit eſt de la groſſeur à peu près d'une noiſette. 
Les Nègres ſucent avec plaiſir la ſubſtance qui enveloppe les oſſelets ; elle eſt douce & agréable au goût. 
[...]
L'on ne ſauroit entamer l'écorce ou le bois de cet arbre, ſans qu'il en découle un ſuc réſineux, balſamique, amer, dont l'odeur approche beaucoup de celle du citron ; ce ſuc épaiſſi & deſſéché devient une réſine blanchâtre ou jaunâtre, on l'emploie à Caïenne dans les égliſes au même uſage que l'encens. C'eſt pour cette raiſon que l'arbre eſt appelle par les habitans bois d'encens. Cet arbre lorſqu'il vient ſur le bord de la mer, eſt bas & de moyenne grandeur. »

— Fusée-Aublet, 1775.